# Fern von der Rosinkawiese
Fern von der Rosinkawiese. Die Geschichte einer Flucht ist ein autobiographischer Roman von Gudrun Pausewang aus dem Jahr 1989.
Pausewang beschreibt aus der Sicht der Siebzehnjährigen ihre Fluchterlebnisse mit ihrer Mutter und vier jüngeren Geschwistern von der Rosinkawiese im Adlergebirge bis ins niedersächsische Winsen (Luhe).

## Handlung
In einer Einleitung beschreibt Pausewang die Situation und das einfache, aber dennoch idyllische Leben ihrer Familie auf der „Rosinkawiese“ unweit Wichstadtl im Adlergebirge. Mit „Rosinkawiese“ bezeichnet Pausewang hierbei das Haus und das Grundstück, auf dem ihre Eltern in den zwanziger Jahren alternatives Leben nach Maximen der Lebensreform versuchten.
Die „Rosinkawiese“ wurde von ihren Eltern in Handarbeit aus einer sumpfigen Wiese urbar gemacht und liegt bei Wichstadtl in Böhmen nahe der polnischen, früher der deutschen Grenze.
Bei Kriegsende ist der Vater, obwohl die meiste Zeit als Landwirtschaftslehrer vom Kriegsdienst verschont, gefallen und es beginnt eine dramatische Flucht einer Mutter mit ihren sechs Kindern: der siebzehnjährigen Gudrun, der zwölfjährigen Freya, der elfjährigen Sieglinde, dem achtjährigen Siegfried, der sechsjährigen Gothild und dem vierjährigen Volker. Pausewang beschreibt, wie sich die Situation unterwegs immer weiter zuspitzt und die Familie einen Kampf um das nackte Überleben gegen alle Widrigkeiten der allgemeinen  unmittelbaren Nachkriegswirren gewinnt. Ihre Mutter schafft hierbei mit Nervenstärke und ihrer praktischen und gut organisierten Art die Grundlage für das Gelingen dieser Flucht. Zu siebt legen sie im Sommer 1945 zu Fuß mit einem Handwagen die Strecke bis Lübz zurück. Von dort geht es erst mit einigen Monaten Verzögerung per Eisenbahn weiter in den Westen zu einer Tante in Winsen, wo sie am 10. November 1945 ankommen.
Gudrun Pausewang beschreibt sehr anschaulich, welche Not und wie viel Leid das Kriegsende und die Flucht aus ihrer Heimat für viele Menschen, meist Frauen und Kinder, aber auch Kriegsgefangene, Zwangsarbeiter, Ausgebombte und Deserteure aus den deutschen Ostgebieten bedeuteten.
Sie reflektiert auch ihre ideologischen Gedanken als Siebzehnjährige, die sich betrogen fühlt. Es erscheinen die drei Veröffentlichungen Rosinkawiese – alternatives Leben in den zwanziger Jahren, Fern von der Rosinkawiese und Geliebte Rosinkawiese in einem Band Rosinkawiese – damals und heute.

## Buchausgaben
- Gudrun Pausewang: Rosinkawiese: alternatives Leben vor 50 Jahren. Mit Elfriede Pausewang, Maier, Ravensburg 1980, ISBN 3-473-35055-9.
- Gudrun Pausewang: Fern von der Rosinkawiese: die Geschichte einer Flucht. Maier, Ravensburg 1989, ISBN 3-473-35099-0.
- Gudrun Pausewang: Geliebte Rosinkawiese: die Geschichte einer Freundschaft über die Grenzen. Maier, Ravensburg 1990, ISBN 3-473-35113-X.
  - tschechisch: Vzpomínám na Rozinkovou louku, übersetzt von Vojtěch Terber, Aurora, Praha 2001, ISBN 80-7299-042-X.
- Gudrun Pausewang: Rosinkawiese – damals und heute. Erinnerungen an Ostböhmen: ein Buch der Versöhnung (Die Rosinkawiesen-Trilogie in einem Band) dtv, München 2004, ISBN 3-423-13203-5.
- Gudrun Pausewang: Wie es den Leuten von der Rosinkawiese nach dem Krieg erging. Eichborn, Frankfurt am Main 1996, ISBN 3-8218-0382-7.